# Besos al Aire
«Besos al Aire» es una canción de 3BallMTY. Esta fue escrita por Joss Favela, Smoky y América Sierra para el primer álbum de estudio de 3BallMTY, Inténtalo (2011).

## Posicionamiento en listas

### Semanales
| País           | Lista         | Mejor posición |
| -------------- | ------------- | -------------- |
| Estados Unidos | Billboard     | 18             |
| México         | MonitorLatino | Top 5          |